# Fillé
Fillé is een gemeente in het Franse departement Sarthe (regio Pays de la Loire). De plaats maakt deel uit van het arrondissement La Flèche. Fillé telde op 1 januari 2022 1.543 inwoners.

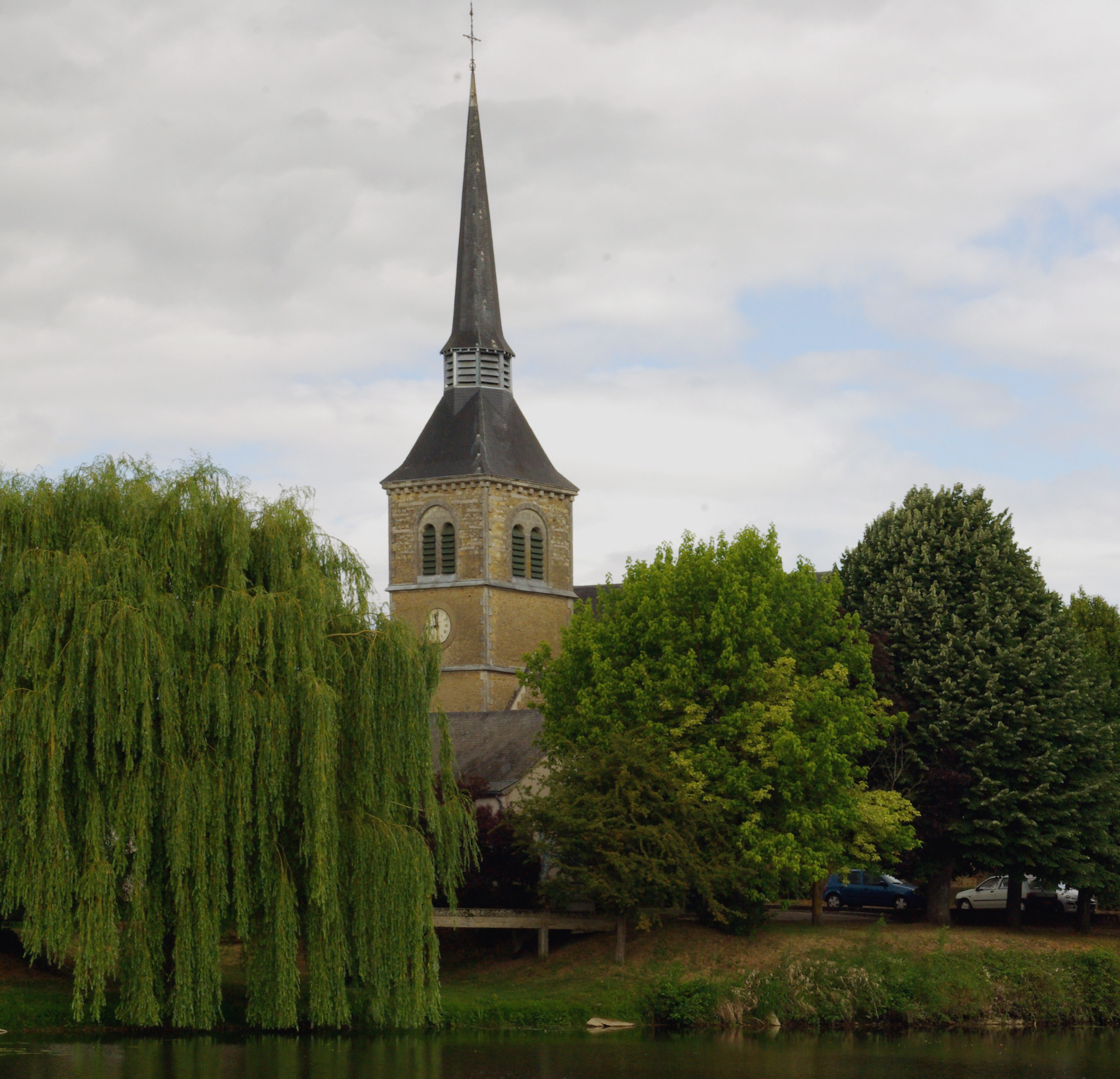
Église Saint-Martin-de-Vertou

## Geografie
De oppervlakte van Fillé bedroeg op 1 januari 2022 10,07 vierkante kilometer; de bevolkingsdichtheid was toen 153,2 inwoners per km².

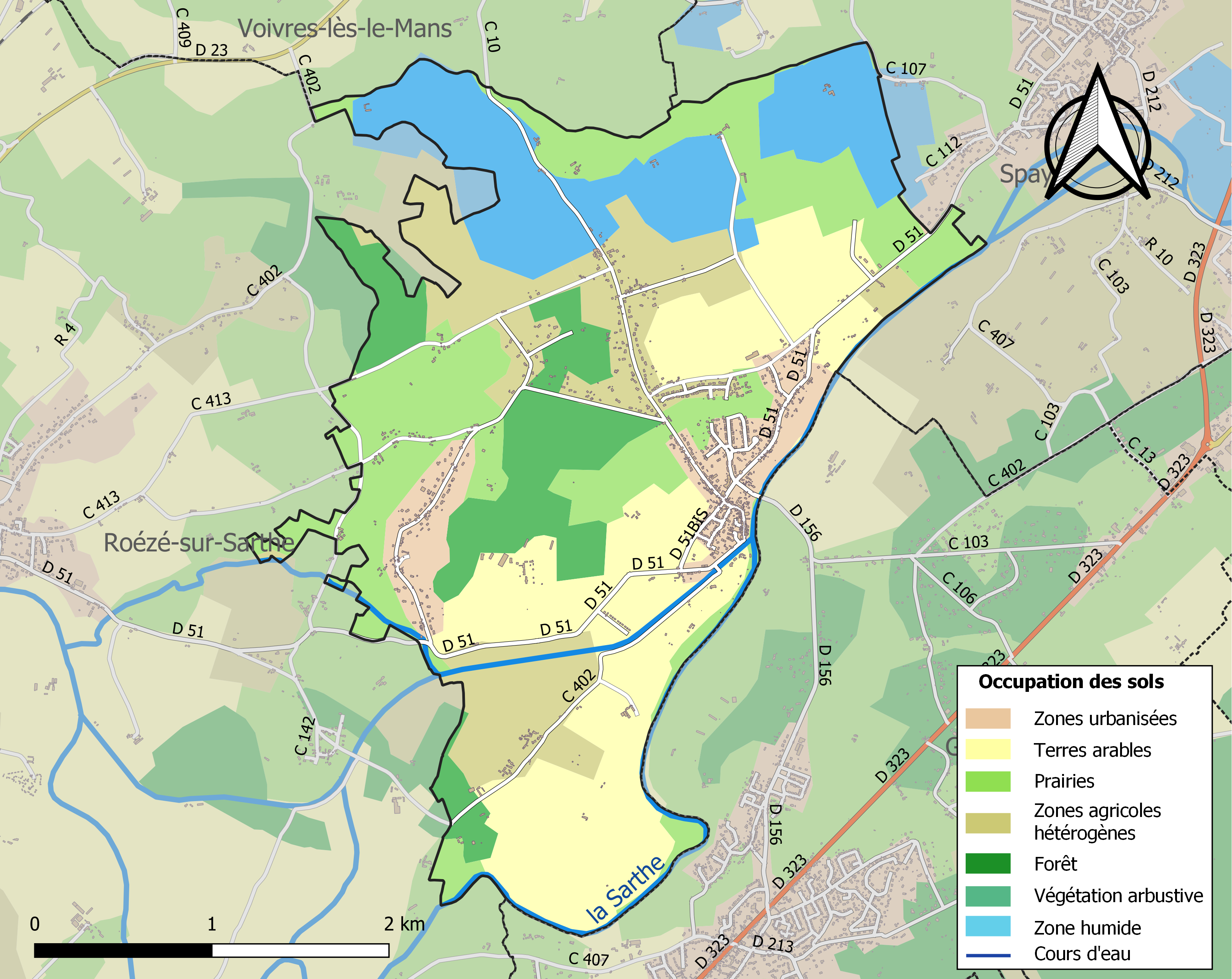
Kaart van de gemeente met de belangrijkste infrastructuur, bodemgebruik en omliggende gemeenten

## Demografie
Onderstaande figuur toont het verloop van het inwonertal (bron: INSEE-tellingen).